# Пічор-де-Мунте
Пічор-де-Мунте (рум. Picior de Munte) — село у повіті Димбовіца в Румунії. Входить до складу комуни Драгодана.
Село розташоване на відстані 67 км на північний захід від Бухареста, 16 км на південь від Тирговіште, 134 км на північний схід від Крайови, 98 км на південь від Брашова.

## Населення
За даними перепису населення 2002 року у селі проживали 3060 осіб. Усі жителі села рідною мовою назвали румунську.
Національний склад населення села:
| Національність | Кількість осіб | Відсоток |
| -------------- | -------------- | -------- |
| румуни         | 3047           | 99,6%    |
| цигани         | 13             | 0,4%     |